# دن سوزوکی
دن سوزوکی (ژاپنی: 鈴木 弾؛ زادهٔ ۹ مارس ۱۹۸۹) یک بازیکن فوتبال اهل ژاپن است.
از باشگاه‌هایی که در آن بازی کرده‌است می‌توان به باشگاه فوتبال وگالتا سندای اشاره کرد.